# Хвойники (Червенский район)
Хвойники (бел. Хвойнiкi) — деревня в Червенском сельсовете Червенского района Минской области.

## География
Располагается в 62 километрах от Минска, к югу от автодороги M4 Минск—Могилёв, на реке Червенка, в 1 км от впадения её притока Овсище. Непосредственно примыкает к Червеню с юго-запада.

## История
Известна с начала XVIII века в ВКЛ в составе имения Игумен. На 1701 год принадлежала Виленской капитуле, насчитывалось 11 дворов, 4  из них были опустевшими. В результате Второго раздела Речи Посполитой в 1793 году оказалась на территории Российской Империи. На 1800 год имение в составе Игуменского уезда Минской губернии, принадлежавшее Ф. Денисову, где насчитывался 21 двор, проживали 175 человек. В середине XIX века существовали деревня и урочище Фойняки, принадлежавшие помещику И. Буглаку. По данным Переписи населения Российской империи 1897 года деревня относилась к Клинокской волости, здесь было 25 дворов, проживали 169 человек, функционировала школа церковной грамоты. Кроме того, существовало и односеление Хвойники в составе Гребёнской волости, где было 6 жителей. На начало XX века 23 двора, где жили 186 человек. На 1917 год деревня, насчитывавшая 28 дворов и 204 жителя. С февраля по декабрь 1918 года деревня была оккупирована немцами, с августа 1919 по июль 1920 — поляками. 20 августа 1924 года вошла в состав вновь образованного Войниловского сельсовета Червенского района Минского округа (с 20 февраля 1938 — Минской области). По переписи населения СССР 1926 года насчитывалось 48 дворов и 182 жителя. В 1929 году в деревне организовали колхоз «Большевик», объединявший на 1932 год 41 крестьянское хозяйство. На 1940 год насчитывалось  дворов, проживали 92 человека. Во время Великой Отечественной войны деревня была оккупирована немецко-фашистскими захватчиками в июле 1941 года. Во время войны деревня была частично сожжена, 11 её жителей погибли на фронтах. Освобождена в июле 1944 года. На 1960 год в деревне было 296 жителей. В 1980-е годы деревня являлась центром колхоза «Большевик». На 1997 год насчитывалось 119 домов, 328 жителей. С 30 октября 2009 года в составе Червенского сельсовета.

## Инфраструктура
В 1997 году в деревне функционировали детский сад-ясли, библиотека, ветеринарная аптека и участок, мастерские. На 2013 год сохранился только магазин.

## Население
- 1701 — 11 дворов (7 жилых).
- 1800 — 21 двор, 175 жителей.
- 1897 — 25 дворов, 169 жителей.
- начало XX века — 23 двора, 176 жителей.
- 1917 — 28 дворов, 204 жителя.
- 1926 — 48 дворов, 182 жителя.
- 1960 — 296 жителей.
- 1997 — 119 дворов, 328 жителей.
- 2013 — 106 двора, 300 жителей.